# Precious Lara Quigaman

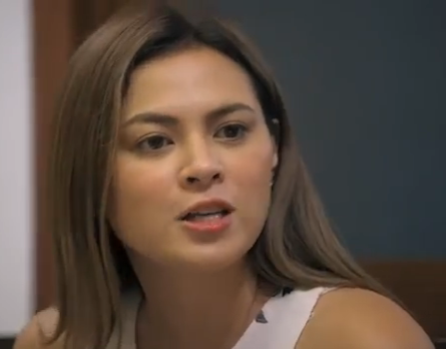
Precious Lara Quigaman in 2017

Precious Lara San Agustin Quigaman (Taguig City, 3 januari 1983) is een model en freelance schrijfster en werd geboren op de Filipijnen. 
Ze won in 2005 de Binibining Pilipinas-International titel en werd op 26 september 2005 verkozen tot Miss International in Tokio, Japan. Ze was daarmee de vierde Filipijnse die deze titel won en de opvolgster van de Colombiaanse Jeymmy Paola Vargas. 
In de Filipijnen waar de belangstelling voor Miss verkiezingen groot is werd Precious warm onthaald en officieel als Miss International 2005 gehuldigd, middels een speciale stoet door de hoofdstad Manilla, nadat voormalige Filipijnse Missen haar ontvangen hadden op de nationale luchthaven Ninoy Aquino International Airport.
Precious is de oudste van vier kinderen van Nelson Quigaman en Princesita San Agustin. Ze werd geboren in Taguig City in Metro Manilla, maar groeide op in Biñan in de provincie Laguna op het eiland Luzon. Vanwege het werk van haar vader woonde ze vijf jaar lang in Bahrein, waarna ze terugkeerde naar Biñan om daar de middelbare school af te ronden. Daarna ging ze media productie en communicatie studeren aan het Filton College. Inmiddels studeert en woont Precious in de Engelse stad Bristol.